# Pretty in Black
Albums de The Raveonettes
Chain Gang of Love
(2003) Lust Lust Lust
(2007)
Singles
1. Ode to L.A.
Sortie : Mai 2005[1]
2. Love in a Trashcan
Sortie : 11 juillet 2005[2]

Pretty in Black est le deuxième album du duo danois The Raveonettes sorti le 3 mai 2005 aux États-Unis. L'album est réalisé avec comme invités Moe Tucker du Velvet Underground, Ronnie Spector des Ronettes et Martin Rev de Suicide. Les critiques envers cet album sont généralement positives
L'album est également classé or au Danemark.

## Liste des morceaux
| No  | Titre               | Durée |
| --- | ------------------- | ----- |
| 1.  | The Heavens         | 3:55  |
| 2.  | Seductress of Bums  | 3:50  |
| 3.  | Love in a Trashcan  | 2:52  |
| 4.  | Sleepwalking        | 3:29  |
| 5.  | Uncertain Times     | 3:58  |
| 6.  | My Boyfriend's Back | 2:39  |
| 7.  | Here Comes Mary     | 3:02  |
| 8.  | Red Tan             | 3:48  |
| 9.  | Twilight            | 3:36  |
| 10. | Somewhere in Texas  | 4:28  |
| 11. | You Say You Lie     | 2:56  |
| 12. | Ode to L.A.         | 3:18  |
| 13. | If I Was Young      | 2:46  |

| 14. | Black Wave       | 4:24 |
| 15. | I Wanna Be Taken | 3:05 |
| 16. | Be My Sunshine   | 3:05 |
| 17. | Railroad Tracks  | 2:21 |

| 14. | I'm So Lonesome I Could Cry | 2:54 |
| 15. | Everyday                    | 2:54 |
| 16. | Black Wave                  | 4:24 |
| 17. | I Wanna Be Taken            | 3:03 |